# Lukas Scepanik
Lukas Scepanik (* 11. April 1994 in Köln) ist ein deutscher Fußballspieler.

## Karriere
Lukas Scepanik wurde in Köln geboren und begann mit dem Fußballspielen in der Jugend des SSV Köttingen in Erftstadt. Seine weitere fußballerische Ausbildung durchlief er an der 1. Jugend-Fußball-Schule Köln sowie in der Jugend und zweiten Mannschaft des 1. FC Köln. Größere Bekanntheit erlangte er dabei durch seinen Treffer zum 3:2 gegen Werder Bremen im Finale der deutschen B-Jugend-Meisterschaft 2011, der als Distanzschuss aus über 30 Metern von den Zuschauern der Sportschau zum Tor des Monats Juni 2011 gewählt wurde.
2016 wechselte er zu den Stuttgarter Kickers, die gerade aus der 3. Liga abgestiegen waren. Jedoch konnte er dort nicht zur Konsolidierung beitragen und stieg mit den Kickers in die Fußball-Oberliga Baden-Württemberg ab. Daraufhin wechselte für eine Spielzeit zu Rot-Weiss Essen. Zur Saison 2019/20 wechselte er zum Drittligisten MSV Duisburg. Diesen verließ er nach zwei Jahren wieder.
Zur Saison 2021/22 schloss er sich dem Drittligisten Türkgücü München an. Dieser musste Ende Januar 2022 Insolvenz anmelden und rund zwei Monate später nach dem 31. Spieltag den Spielbetrieb einstellen. Scepanik war bis dahin in 18 Drittligaspielen zum Einsatz gekommen. Darauf ging er zum 1. FC-Kaan Marienborn. Dort blieb er bis zum 1. Juli 2023. Im Anschluss wechselte er zu Alemania Aachen.

## Erfolge
Alemannia Aachen
- Meister der Regionalliga West: 2024
- Mittelrheinpokal-Sieger: 2024

1. FC Köln
- B-Junioren Meister U17: 2011
- A-Junioren Pokalsieger U19: 2013